# 콘카데이마리니
콘카데이마리니(이탈리아어: Conca dei Marini)는 이탈리아 캄파니아주 살레르노도에 위치한 코무네다.

## 같이 보기
- 아말피 해안